# Direct Aero Services
Direct Aero Services a fost o companie de taxi aerian privat din România.
A fost înființată în anul 2007 și este controlată de omul de afaceri Nelu Iordache, care deține grupul Romstrade.
Compania are ca divizii Direct Aero Taxi, Direct Rent a Car, Direct Travel, Direct Vending, Direct Catering și Direct Aero Tehnic.
În iunie 2010, compania avea o flotă formată din trei avioane și două elicoptere.
Număr de angajați în 2009: 83
Cifra de afaceri:
- 2009: 126,5 milioane euro[3]
- 2008: 399,6 milioane de lei[4]